# Olga Hepnarová
Olga Hepnarová, née le 30 juin 1951 à Prague (Tchécoslovaquie) et morte le 12 mars 1975 dans la même ville, est une tueuse de masse ayant assassiné huit personnes à l'aide d'un camion-bélier le 10 juillet 1973 à Prague. 
Pour cette attaque, Hepnarová est condamnée à la peine de mort et pendue le 12 mars 1975. Elle est la dernière femme à être exécutée en Tchécoslovaquie (dans l'actuelle Tchéquie).

## Contexte
Olga Hepnarová naît de parents tchèques le 30 juin 1951 à Prague. Son père est employé de banque et sa mère est dentiste. Elle est un enfant moyen, mais développe par la suite des problèmes psychiatriques. En 1964, elle fait une tentative de suicide par overdose médicamenteuse. Elle passe une année dans une aile psychiatrique d'un hôpital d'Opařany. Les années qui suivent, elle travaille dans de nombreux emplois, mais est très souvent renvoyée peu de temps après son embauche. Elle trouve finalement un emploi de chauffeur.

## Attaque au camion

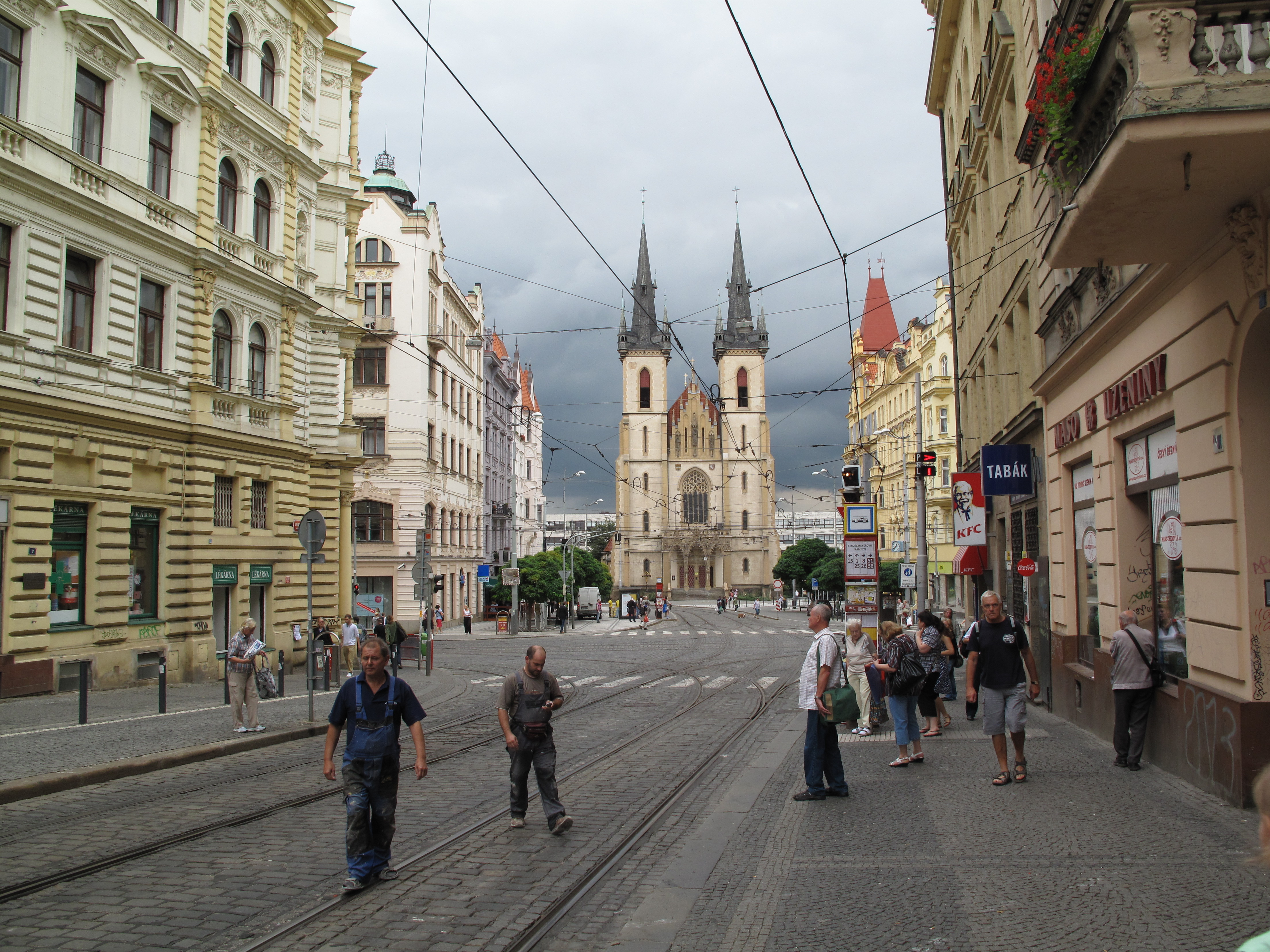
Vue de l'arrêt de tram à Prague où se sont produits les faits.

Le 10 juillet 1973, Olga Hepnarová projette son camion sur un groupe de 25 personnes qui attendaient le tram place Strossmayer à Prague. Trois personnes sont tuées sur le coup, trois autres décèdent au cours de la même journée, deux autres personnes dans les jours suivants et douze personnes sont blessées.
Avant l'attaque, Hepnarová avait envoyé une lettre à deux journaux (Svobodné slovo et Mladý svět (cs)) expliquant que son geste était une vengeance contre la haine dont elle se sentait faire l'objet de la part de sa famille et de la société. Cependant la lettre ne fut réceptionnée que deux jours après les meurtres. Elle avoua avoir planifié sa vengeance contre la société depuis longtemps déjà.

## Arrestation et condamnation
Au cours de l'enquête et du procès, elle ne cherche pas à nier ses actes et les revendique même fièrement. Elle n'exprime qu'un seul regret : celui de ne pas avoir fait plus de victimes et que ses parents ne soient pas du nombre de ces dernières. Les avocats de la défense tente de la faire passer pour schizophrène mais elle refuse de s'associer à cette démarche, niant tout doute sur sa santé mentale, ce que les experts psychiatres confirment.  
Le 6 avril 1974, le tribunal de Prague (cs) la reconnaît coupable du crime de meurtre et la condamne à la peine de mort en application de l'article 219 du code pénal de 1961 (cs). Elle accepte le verdict mais sa mère décide de faire appel. L'appel est rejeté par la Cour suprême tchèque, mais entendu par la Cour suprême tchécoslovaque (cs), qui confirme cependant la condamnation à mort non sans avoir requalifié les faits en mise en danger délibérée de la vie d'autrui. La mère d'Olga dépose alors un recours en grâce auprès du président Ludvík Svoboda. Son état de santé ne lui permettant pas de l'examiner, cette tâche revient au Premier ministre Lubomír Štrougal, qui aurait volontairement tardé à rendre sa décision afin qu'Olga ne soit pas exécutée le jour international de la femme de l'année internationale de la femme. 

## Exécution
Olga Hepnarová est exécutée par pendaison sans chute le 12 mars 1975 à la prison de Pankrác de Prague. Elle est la dernière femme exécutée en Tchécoslovaquie et, plus généralement, l'une des dernières personnes exécutées dans le pays.

## Médias

### Littérature
- Roman Cílek, Oprátka za osm mrtvých (Tuer, parce qu'ils ne pouvaient pas vivre) (2001)  (ISBN 80-7179-285-3), livre au sujet d'Olga Hepnarová, contient une série de documents contemporains.

### Cinéma
- Moi, Olga Hepnarová (en tchèque : Já, Olga Hepnarová) est un film dramatique réalisé par Petr Kazda et Tomás Weinreb, sorti en 2016[1].